# Schloss Eichbüchl
Schloss Eichbüchl ist ein denkmalgeschütztes Bauwerk im niederösterreichischen Eichbüchl in der Gemeinde Katzelsdorf und wird oft als Geburtsort der Republik Österreich bezeichnet.

## Geschichte

### 14. bis 19. Jahrhundert
Schloss Eichbüchl (Aichbüchl) wurde im 14. Jahrhundert vermutlich von den Herren von Vierdung erbaut. Anderen Quellen in Wiener Neustadt zufolge soll es erst zwischen 1558 und 1566 erbaut worden sein. Möglich wäre es, dass ein erstes Schloss im Zuge der Ersten Türkenbelagerung im Jahr 1529 zerstört wurde und das heutige Schloss etwas abseits davon neu erbaut wurde.
Der erste urkundlich erwähnte Besitzer war Georg Hohenkircher zu Tegernau und Aichbüchel im 15. Jahrhundert. Die Gründung des Dorfes Eichbüchl im Jahre 1611 dürfte auf eine der früheren Besitzer, Katharina von Donawitz, Frau von Aichbüchl, zurückgehen. Das heutige Aussehen erhielt das Schloss um die Jahrhundertwende.
Zu Beginn des 17. Jahrhunderts wurde es mit der Herrschaft Frohsdorf vereinigt. Die beiden Schlösser gehörten bis 1868 zusammen.

### Besitzer im 20. und 21. Jahrhundert
1906 wurde das Schloss durch einen Chinaseidenimporteur im Zuckerbäckerstil komplett umgebaut. Nachdem das Schloss beim Anschluss Österreichs 1938 enteignet wurde, wurde es nach dem Zweiten Weltkrieg stark zerstört und ausgeräumt rückerstattet. Vor dem Krieg lebte Erwin Rommel zwei Jahre lang im Schloss.
Von 1964 bis 1977 lebte Ernst Florian Winter mit seiner Frau Johanna von Trapp im Schloss Eichbüchl. Dort fanden über zehn Jahre die Eichbüchler-Gespräche und Österreich-Seminare statt, an denen unter anderem internationale Professoren wie Oskar Morgenstern, Paul Lazarsfeld, Friedrich Heer und Henry Kissinger teilnahmen.
Von 1977 bis 1997 war das Schloss in Besitz des Ungarisch-Jüdischen Industriellen Gedeon Wein. Von 1997 bis 2011 befand sich Schloss Eichbüchl im Privatbesitz des deutschen Geigenhändlers Dietmar Machold und wurde als Begegnungsstätte für Liebhaber klassischer Musik genutzt. Seit 2012 ist der Industrielle Walter Burghart Schlossherr auf Eichbüchl.

## Politik

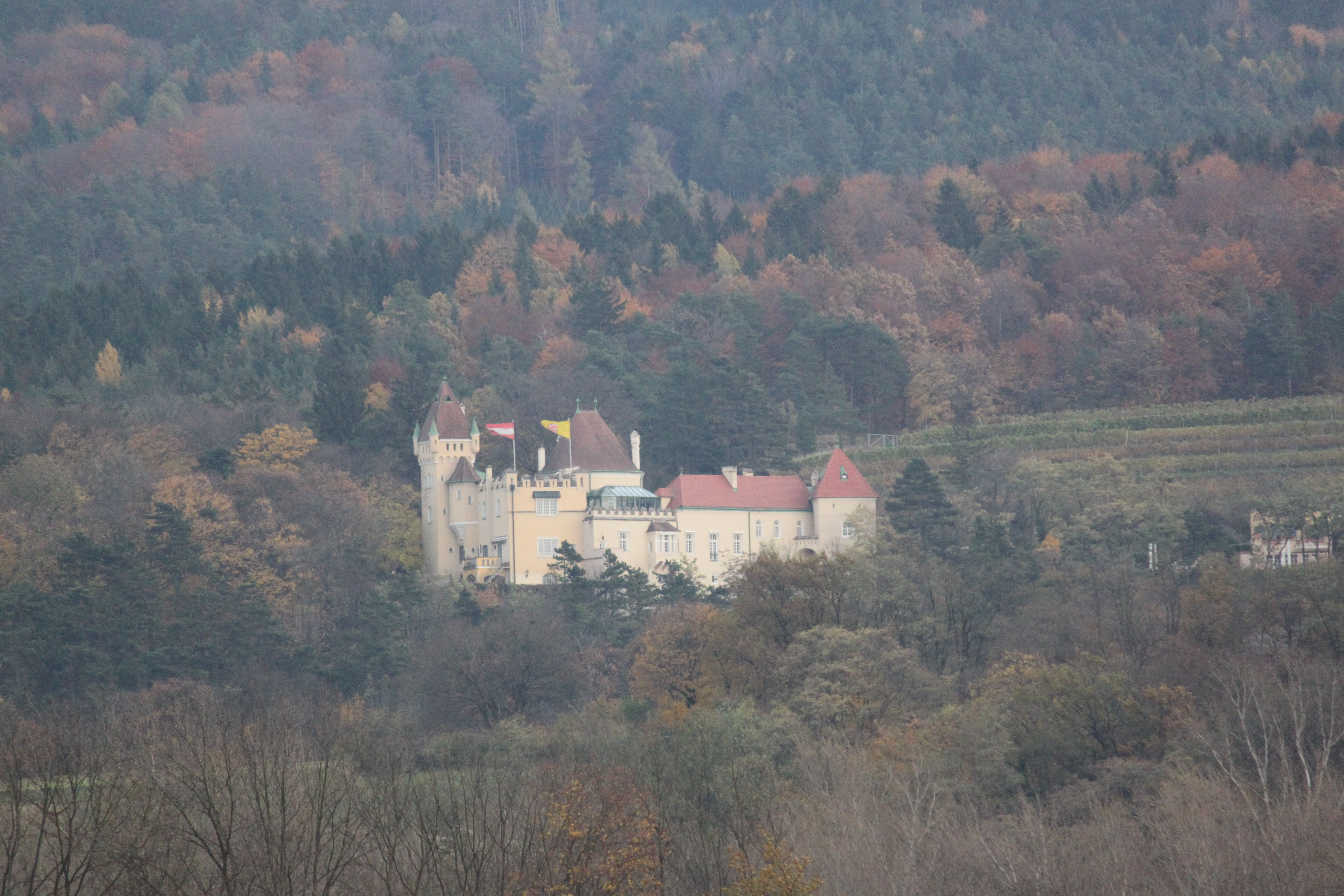
Fernansicht des Schlosses

1945 entstand hier unter Karl Renner die erste Regierungsproklamation der Zweiten Republik. Renner schrieb einen Brief an Josef Stalin und versuchte mit Adolf Schärf und dem christlichsozialen Finanzminister Josef Kollmann Kontakt zum Regierungschef der Sowjetunion aufzunehmen. Er plante die Wiedererrichtung der Republik im Geiste der Verfassung von 1920. Daher wird Schloss Eichbüchl als Ort der Wiedererrichtung der Republik Österreich bezeichnet.
Zur Erinnerung an diese historischen Ereignisse ist am Eingangstor des Schlosses ein Schild mit folgender Inschrift angebracht:

„Vom 9. bis 20. April 1945 weilte der ehemalige Staatskanzler der Ersten Republik Österreich, Dr. Karl Renner, in Schloß Eichbüchl und verbrachte hier, wie er selbst schreibt, "12 Tage mit fleißiger Arbeit an den Aufbauplänen für die Zweite Republik", deren Staatskanzler er am 27. April gleichen Jahres wurde.“

Am 27. April 2005, dem Jahrestag der Entstehung der Zweiten Republik, wurde im Rahmen von 60 Jahre Republik Österreich auf Schloss Eichbüchl ein Zeitgeschichte-Projekt präsentiert. Initiator und Koordinator dieses Projektes war der Historiker Johann Hagenhofer.